# Губернські вчені архівні комісії
Губернські вчені архівні комісії (рос. Губернские учёные архивные комиссии) — регіональні науково-історичні організації в Російській імперії. Займалися організацією архівів документів губернських установ, а також документів громадських і приватних архівів. Багато комісії випускали друковані видання («Труды», «Известия», «Сборники» та ін.), де публікувалися звіти і протоколи засідань комісій, а також статті та історичні документи.

## Історія
Губернські вчені архівні комісії створювалися в Російській імперії з 1884 року за планом М. В. Калачова, схваленим міністром внутрішніх справ графом Дмитром Андрійовичем Толстим положенням Комітету міністрів «Про заснування вчених архівних комісій та історичних архівів». Затверджені були імператором Олександром III 13 квітня 1884 р.
Перші чотири ГУАК «у вигляді досвіду» були засновані в 1884 році в Орловській, Рязанської, Тамбовської і Тверській губерніях. У 1885 році утворена ГУАК в Костромській губернії, в 1886 — в Саратовській, в 1887 — в Таврійській. Всього до 1917 року було створено 41 губернська вчена архівна комісія. 
В їх права та обов'язки входило досліджувати пам'ятки старовини, створювати музеї, бібліотеки, виявляти, концентрувати та впорядкувати документальні матеріали, важливі в історичному відношенні, та організацію місцевих (губернських) архівів. 
До Першої світової на теренах України встигли розпочати діяльність шість археографічних комісій. В науковому відношенні підпорядковувалися Петербурзькому археологічному інститутові, в адміністративному — губернаторам. Спеціальних асигнувань не мали. Штат (керуючий справами, охоронець, сторож) утримувався на кошти, що надходили від членських внесків та пожертв. Результати наукових досліджень друкували: Чернігівська Г.в.а.к. — у «Трудах» (12 вип.); Полтавська — у «Трудах» (15 вип.); Катеринославська — у «Летописях» (10 вип.); Таврійська — в «Известиях» (57 вип.) та окремими працями.
Архівні комісії припинили своє існування на початку 1920-х років після централізації архівної справи.

## Список ГВАК
| #   | Назва ГВАК                                                                  | Місто           | Рік заснування |
| --- | --------------------------------------------------------------------------- | --------------- | -------------- |
| 1.  | Астраханська губернська вчена архівна комісія                               | Астрахань       | 1893           |
| 2.  | Бессарабська губернська вчена архівна комісія                               | Кишинів         | 1898           |
| 3.  | Вітебська губернська вчена архівна комісія                                  | Вітебськ        | 1908           |
| 4.  | Володимирська губернська вчена архівна комісія                              | Володимир       | 1898           |
| 5.  | Воронізька губернська вчена архівна комісія                                 | Воронеж         | 1900           |
| 6.  | Вятська вчена архівна комісія                                               | Вятка           | 1904           |
| 7.  | Закаспійська губернська вчена архівна комісія                               | Ашхабад         | 1897           |
| 8.  | Іркутська губернська вчена архівна комісія                                  | Іркутськ        | 1911           |
| 9.  | Казанська губернська вчена архівна комісія                                  | Казань          | 1916           |
| 10. | Калузька губернська вчена архівна комісія                                   | Калуга          | 1891           |
| 11. | Катеринославська губернська вчена архівна комісія                           | Катеринослав    | 1903           |
| 12. | Київська губернська вчена архівна комісія                                   | Київ            | 1914           |
| 13. | Ковенська губернська вчена архівна комісія                                  | Ковно           | 1912           |
| 14. | Костромська губернська вчена архівна комісія                                | Кострома        | 1885           |
| 15. | Курська губернська вчена архівна комісія                                    | Курськ          | 1903           |
| 16. | Нижегородська губернська вчена архівна комісія                              | Нижній Новгород | 1887           |
| 17. | Новгородська губернська вчена архівна комісія                               | Новгород        | 1904           |
| 18. | Оренбурзька губернська вчена архівна комісія                                | Оренбург        | 1887           |
| 19. | Орловська губернська вчена архівна комісія                                  | Орел            | 1884           |
| 20. | Пензенська губернська вчена архівна комісія                                 | Пенза           | 1901           |
| 21. | Пермська губернська вчена архівна комісія                                   | Перм            | 1888           |
| 22. | Петербурзька губернська вчена архівна комісія                               | Петербург       | 1916           |
| 23. | Полтавська губернська вчена архівна комісія                                 | Полтава         | 1903           |
| 24. | Псковська губернська вчена архівна комісія                                  | Псков           | 1916           |
| 25. | Рязанська губернська вчена архівна комісія                                  | Рязань          | 1884           |
| 26. | Самарська вчена архівна комісія                                             | Самара          | 1914           |
| 27. | Саратовська вчена архівна комісія                                           | Саратов         | 1886           |
| 28. | Симбірська губернська вчена архівна комісія                                 | Симбірськ       | 1895           |
| 29. | Смоленська губернська вчена архівна комісія                                 | Смоленськ       | 1908           |
| 30. | Ставропольська губернська вчена архівна комісія                             | Ставрополь      | 1906           |
| 31. | Таврійська вчена архівна комісія                                            | Сімферополь     | 1887           |
| 32. | Тамбовська губернська вчена архівна комісія                                 | Тамбов          | 1884           |
| 33. | Тверська губернська вчена архівна комісія                                   | Твер            | 1884           |
| 34. | Тульська губернська вчена архівна комісія                                   | Тула            | 1913           |
| 35. | Уфимська губернська вчена архівна комісія                                   | Уфа             | 1916           |
| 36. | Харківська губернська вчена архівна комісія                                 | Харків          | 1915           |
| 37. | Херсонська губернська вчена архівна комісія                                 | Херсон          | 1898           |
| 38. | Холмська вчена архівна комісія при холмському Свято-Богородицькому братстві | Холм            | 1912           |
| 39. | Чернігівська губернська вчена архівна комісія                               | Чернігів        | 1896           |
| 40. | Якутська обласна вчена архівна комісія                                      | Якутськ         | 1916           |
| 41. | Ярославська губернська вчена архівна комісія                                | Ярославль       | 1889           |